# 4 Sagittarii
4 Sagittarii, som är stjärnans Flamsteed-beteckning, är en misstänkt spektroskopisk dubbelstjärna, belägen i den mellersta delen av stjärnbilden Skytten. Den har en skenbar magnitud på 4,74 och är synlig för blotta ögat där ljusföroreningar ej förekommer. Baserat på parallaxmätning inom Hipparcosuppdraget på ca 8,4 mas, beräknas den befinna sig på ett avstånd på ca 390 ljusår (ca 120 parsek) från solen. Den rör sig närmare solen med en heliocentrisk radialhastighet på ca -18 km/s.

## Egenskaper
4 Sagittarii är en blå till vit stjärna i huvudserien av spektralklass B9 V, Den har en massa som är ca 3,2 solmassor, en radie som är ca 4,5 solradier och utsänder från dess fotosfär ca 240 gånger mera energi än solen vid en effektiv temperatur av ca 9 700 K. Den har en snabb rotation och visar en projicerad rotationshastighet på 149 km/s. Detta ger stjärnan en något tillplattad form med en ekvatorialradie som är uppskattningsvis 14 procent större än polarradien.